# Autorretrato (Rembrandt, Indianápolis)
Autorretrato ou Autorretrato com Gorjeira e Boina é um autorretrato de Rembrandt pintado por volta de 1629. Atualmente está na Coleção Clowes do Museu de Arte de Indianápolis.

## Descrição
Este é um retrato de espontaneidade estudada. Seus lábios entreabertos, cabeça inclinada e postura inclinada evocam um momento de surpresa e animação repentina, criando um encontro mais dramático com o observador. Ele veste o que pode ser melhor descrito como uma fantasia, retirada de sua coleção de trajes de estúdio. Isso inclui um cachecol, um boné puxado para baixo para dar a Rembrandt uma sombra dramática sobre sua testa e um gorjal de aço com um rebite brilhante e grande. Como Rembrandt nunca serviu na milícia, o gorjal é pura afetação.
Embora tivesse apenas 23 anos quando fez esta pintura, Rembrandt utilizou uma impressionante variedade de técnicas artísticas para preenchê-la com emoção e drama. Sua iluminação característica e atmosfera densa já são visíveis. Ele usou tons quase monocromáticos e pinceladas incisivas, delineando fios individuais de cabelo arranhando a tinta úmida, para criar este retrato carregado de emoção. Estudos como este permitiram-lhe criar as suas grandes obras de arte posteriores, que retratam de forma tão autêntica os sentimentos dos sujeitos.